# Linguistische Wende
Die linguistische Wende (engl. linguistic turn) – auch sprachkritische Wende, sprachanalytische Wende oder Wende zur Sprache genannt – bezeichnet Bemühungen insbesondere seit Anfang des 20. Jahrhunderts in der Philosophie, Literaturwissenschaft und Linguistik, sprachliche Vermittlungsformen genauer zu untersuchen. Diesen Forschungsschwerpunkt übernahmen zahlreiche Vertreter dieser Fachgebiete, aber die Auswirkungen betrafen auch die meisten anderen Geistes- und Sozialwissenschaften. Der Ausdruck „linguistic turn“ wurde in den 1950er Jahren von Gustav Bergmann geprägt und durch eine 1967 von Richard Rorty herausgegebene gleichnamige Anthologie bekannt.
Der Begriff des linguistic turn bezeichnet damit eine Reihe sehr unterschiedlicher Entwicklungen im abendländischen Denken des 20. Jahrhunderts, denen allen gemeinsam eine grundsätzliche Skepsis gegenüber der Vorstellung zugrunde liegt, Sprache sei ein „transparentes Medium“, um die Wirklichkeit zu erfassen bzw. zu vermitteln. An die Stelle dieser Sichtweise tritt stattdessen die Auffassung, Sprache sei eine „unhintergehbare Bedingung des Denkens“. Demnach ist „alle menschliche Erkenntnis durch Sprache strukturiert“; die Realität jenseits von Sprache wird als „nicht existent“ oder aber „zumindest unerreichbar“ angesehen. Die Reflexion des Denkens, vor allem die Philosophie, wird damit zur Sprachkritik; eine Reflexion sprachlicher Formen – auch in der Literatur – kann so gesehen nur unter den Bedingungen des reflektierten Gegenstandes, eben der Sprache, erfolgen.

## Historische Entwicklung
Erste Anzeichen einer sprachkritischen Wende finden sich bereits bei verschiedenen antischolastischen Rhetorikern der italienischen Renaissance, beispielsweise bei Lorenzo Valla, später mehrfach bei verschiedenen Autoren wie Giambattista Vico, Johann Georg Hamann oder Carl Leonhard Reinhold, sowie im 19. Jahrhundert in der philosophischen Gedankenwelt Nietzsches, der z. B. das „Zuchthaus der Sprache“ problematisiert. Ebenso finden sich deutliche Anklänge einer Wende zur Sprache auch in der Dichtung Stéphane Mallarmés.
Zu Beginn des 20. Jahrhunderts wird das Problem der Intransparenz der Sprache paradigmatisch von Ludwig Wittgenstein in zwei kontrastiven Erklärungsversuchen thematisiert. Wittgensteins Frühwerk des Tractatus verbindet sich dabei in sehr einflussreicher Form mit Ansätzen aus der analytischen Philosophie um Gottlob Frege, George Edward Moore, Bertrand Russell und später des Wiener Kreises in dem Bemühen, „erkannte Verzerrungen oder Unschärfen der Sprache mit den Mitteln der Logik zu beseitigen bzw. zu vermeiden“.
Wittgenstein revidiert vor allem die in der Philosophie bzw. Erkenntnistheorie zuvor angenommene oder unterstellte Statik einer Abbildtheorie der Sprache in seinen späteren Schriften zu der Vorstellung unabhängiger „Sprachspiele“, deren Regeln nur durch gesellschaftlich vermittelte Erfahrung, nicht aber durch Reduktion auf eine logische Essenz begriffen werden könnten.
Auch die vor allem von John Langshaw Austin geprägte ordinary language philosophy wendet sich in ähnlicher Weise von der Betrachtung logischer Sprachideale  hin zur Untersuchung der Aussageweisen alltäglicher Sprache als Ausdruck menschlicher Tätigkeit und gesellschaftlicher Praxis. Im Allgemeinen verliert ein Text nach dieser Auffassung seine „unilineare Korrelierbarkeit mit einer bestimmten Bedeutung“; diese wird vielmehr in den gesellschaftlich determinierten Prozessen von Produktion, Reproduktion und Rezeption verhandelt und bleibt vieldeutig bzw. „multivalent“.
Sich aus dieser Betrachtungsweise ergebende Probleme und Fragestellungen werden auch in der Hermeneutik Hans-Georg Gadamers und der Rezeptionsästhetik der Konstanzer Schule thematisiert.
Der individualisierenden Betrachtungsweise dieser Konzeptionen steht das Systemdenken der französischen Sprachbetrachtung gegenüber, das in der Nachfolge der Semiotik Ferdinand de Saussures in den strukturalistischen und poststrukturalistischen Ansätzen und Theorien Sprache als ein Regelsystem von Zeichen begreift, dem der Einzeltext unterliegt, ohne es je ganz zu realisieren. Nach Auffassung der Strukturalisten ist dieses linguistische Paradigma immer anwendbar, wenn sich ein Phänomen als Zeichensystem darstellen lässt.

## Philosophische Grundlagen
Als „sprachbezogene Wende“ bezeichnet man in der Philosophie eine Entwicklung hauptsächlich des 20. Jahrhunderts, die mit einer verstärkten Hinwendung zur Sprache, d. h. der Verwendung und Bedeutung sprachlicher Äußerungen, einhergeht. Für viele Vertreter des linguistic turn stand nun nicht mehr auf dem Forschungsprogramm, „Dinge an sich“ zu untersuchen, sondern die sprachlichen Bedingungen zu analysieren, wie von Dingen gesprochen wird. Man kann für diese Wende eine Parallele zu derjenigen Immanuel Kants behaupten: Kants „Kopernikanische Wende“ ging damit einher, nicht mehr Dinge an sich selbst zu beschreiben, sondern Bedingungen, sie zu erkennen, die in der Struktur der Vernunft liegen. An die Stelle der Metaphysik als erster Philosophie treten Strukturen des Geistes (lat. mens), weshalb einige Autoren von einem „mentalistischen Paradigma“ sprechen, bei Vertretern des linguistic turn von einem „linguistischen Paradigma“: Erfahrung ist zunächst immer sprachlich vermittelt.
Ein anschauliches Beispiel für die Hinwendung zur Sprache bietet die Aussageweisen bei der Diskussion ethischer Fragen analysierende Metaethik von George Edward Moore. Dabei wird nicht die Natur des Guten diskutiert, sondern die des sprachlichen Ausdrucks „gut“: Zählt dieses Wort zu den Worten, die Handlungen empfehlen oder vorschreiben (sog. präskriptive Ausdrücke)? Oder ist es beschreibend („deskriptiv“)? Drückt „Menschen in Notlagen zu helfen, ist gut“ eine Pflicht oder eine Handlungsbewertung aus? Oder etwa eine Beschreibung: Nothilfe hat nützliche Effekte? Moore unterscheidet beide Redeweisen derart, dass von beschreibenden Aussagen nie ein Schluss auf vorschreibende Aussagen erlaubt sei („naturalistischer Fehlschluss“).
Gelegentlich setzt man das u. a. von Moore verfolgte Forschungsprogramm als „begriffsanalytisch“ von zwei weiteren ab, die ebenfalls methodisch die Sprache ins Zentrum stellen: dem „sprachanalytischen“ oder normalsprachlichen, wie es Ryle oder Austin verfolgen, und dem „formalistischen“, das Frege, Russell und der frühe Wittgenstein verfolgten. Alle drei Forschungsprogramme werden üblicherweise als phasenweise wichtige Teilströmungen der sog. Analytischen Philosophie beschrieben.
Bergmann selbst hatte seine Rede von einem linguistic turn v. a. auf Moore und Wittgenstein bezogen und in diesem Sinn war linguistic turn auch immer ein Term der analytischen Philosophie. Philosophiegeschichtliche Darstellungen fanden diese Ideenwelt dann aber auch rückblickend in ganz anderen Kontexten. Im Bereich französischer Philosophie konnte man zum Beispiel über Roland Barthes oder Paul Ricœur auf die Idee eines semiotic turn gebracht werden, und in der deutschen Geistesgeschichte auf die große sprachphilosophische Tradition von Johann Georg Hamann, Wilhelm von Humboldt, Johann Gottfried Herder, Wilhelm Dilthey, die als „Hermeneutik“ von Gadamer verwaltet wurde. In jedem Fall betonen auch andere Strömungen der modernen Philosophie die Wichtigkeit sprachlicher Vermittlung, darunter beispielsweise die Phänomenologie von Maurice Merleau-Ponty, die philosophische Anthropologie von Ernst Cassirer oder die Philosophie Martin Heideggers.

## Die Auswirkungen auf die Geisteswissenschaften
Die linguistische Wende im engeren Sinne kann als Weiterführung und Anwendung der sprachlichen Wende auf das Gebiet der Kultur und der Geisteswissenschaften allgemein angesehen werden. Im Zentrum steht die Einsicht, dass alle Erkenntnis stets der Logik der Sprache folgen muss und somit die sprachliche Struktur sowohl die Voraussetzung als auch die Grenze des Erkennbaren bildet. Sprache wird nicht mehr nur als neutrales Medium von Mitteilung angesehen, sondern als bestimmten Regeln gehorchender Diskurs, innerhalb dessen Aussagen jeder Art überhaupt erst möglich sind. Letztlich, so die Auffassung der radikalen Vertreter des linguistic turn, sind auch die nicht im engeren Sinn sprachlichen Phänomene nach den diskursiven Regeln der Sprache strukturiert und als Text entzifferbar.
Um die Logik der Sprache zu untersuchen, wurden insbesondere die Linguistik sowie die neu etablierte Disziplin der Semiotik (Zeichentheorie) herangezogen. Die Ergebnisse dieser Forschungen wurden dann auch auf andere Bereiche wie etwa die Literaturwissenschaft oder die Ethnologie übertragen. Maßgeblich verantwortlich für den Durchbruch des Linguistic Turn in den Geisteswissenschaften waren vor allem die aus dem Strukturalismus und dem Poststrukturalismus hervorgegangenen Arbeiten. Bekannte Vertreter sind unter anderem Claude Lévi-Strauss, Michel Foucault, Judith Butler, Jacques Lacan, Luce Irigaray, Julia Kristeva, Roland Barthes, Umberto Eco und Jacques Derrida.
Dabei entspricht die Sichtweise der linguistischen Wende gegenüber dem Phänomen Sprache durchaus nicht dem „gesunden Menschenverstand“ – und auch nicht dem, was die Philosophen lange Zeit über die Sprache zu wissen glaubten. Der herkömmlichen Vorstellung zufolge funktionieren Wörter nämlich wie Etiketten: Es gibt zuerst den wirklichen „Stuhl“, dann das Vorstellungsbild „Stuhl“ (das Signifikat), dann das Wort „Stuhl“ (den Signifikanten).
Schon 1915 konnte demgegenüber der Genfer Linguist Ferdinand de Saussure zeigen, dass die Signifikanten nicht „Abbilder“ der Signifikate sind, sondern dass Bedeutung vielmehr auf einer internen Differenzierung zwischen den Signifikanten selbst beruht. Sprache ist ein tendenziell autonomes System, das mit dem von ihm Bezeichneten nur willkürlich (arbiträr) verknüpft ist. Saussure gilt sowohl als einflussreichster Begründer der modernen Linguistik wie auch als Wegbereiter des Strukturalismus, der Semiotik und damit des linguistic turn.
Eine sprachkritische Pädagogik hat der Erziehungswissenschaftler Volker Ladenthin entwickelt,  ausgehend von dem Grundsatz, dass jede pädagogische Interaktion der Sprache als ihrem Konstitutivum bedarf. Ohne Sprache können weder Bedeutung noch Bedeutsamkeit gelebt oder gelehrt oder verstanden werden. Dann aber reguliere die Logik der Sprache auch die Logik pädagogischer Interaktion von Beginn an und in jedem Vollzug.

## Die Auswirkungen auf die Sozialwissenschaften
Spätestens in den 1980er-Jahren griff der Paradigmenwechsel der linguistischen Wende auch auf Sozialwissenschaften wie Geschichtswissenschaft oder Soziologie über. Unter dem Einfluss des Postmodernismus und des Poststrukturalismus kam es zu einer Abkehr vom Anspruch, historische Wahrheiten und harte Fakten zu entdecken. Man wandte sich stattdessen dem Diskurs zu, innerhalb dessen Wahrheiten und Fakten erst sozial artikuliert werden. Als Wegbereiter dieses Ansatzes können Michel Foucault sowie der Geschichtstheoretiker und Literaturwissenschaftler Hayden White gelten. In ihrer Folge traten viele neue Fragestellungen und Methoden auf, so z. B. die Neue Kulturgeschichte, die historische Anthropologie, die Mikrogeschichte sowie die Frauen- und Geschlechtergeschichte im Rahmen der Gender Studies.
Hayden White analysiert das Problem der Erzählung in der modernen Geschichtstheorie und beschreibt, wie Erzählstrukturen das Verständnis jeder Rekonstruktion von Geschichte lenken und damit manipulieren. Nach White unterliegt jegliche Darstellung von historischen Zusammenhängen poetologischen Kategorien. Geschichtsschreibung, sagt er, ist notwendig narrativ, auch wo sie vorgibt, es nicht zu sein. Elfriede Müller und Alexander Ruoff fassen das Ergebnis seiner Analyse so zusammen: „Erzählt man Geschichte, interpretiert man sie notwendig durch die Art und Weise, in der man ihre einzelnen Daten strukturiert.“
Seit den 1980er Jahren relativierte sich die Dominanz der Analysekategorie des Textes in den Kulturwissenschaften („Kultur als Text“). Über Text und Sprache hinaus traten andere Dimensionen der Kulturwahrnehmung in den Vordergrund: das Bild, der Körper, die Inszenierung usw. Der linguistic turn wurde folglich durch konkurrierende Ansätze wie den spatial turn, den performative turn oder den iconic turn usw. ergänzt oder verdrängt. Die Kritik am Weiterbestehen kolonialer Macht richtete sich auch gegen die linguistische Wende, da diese die koloniale Macht nur auf der Ebene von Diskursen oder Wissenssystemen lokalisieren konnte.
Ein früher Kritiker der linguistischen Wende in der Wissenschafts- und Technikphilosophie und -geschichte war Don Ihde mit seinem postphänomenologischen Ansatz und seiner materialen Hermeneutik.